# Noranta-u
El noranta-u és un nombre natural que segueix el noranta i precedeix el noranta-dos. S'escriu 91 o XCI segons el sistema de numeració emprat.

## En altres dominis
- És el nombre atòmic del protoactini.
- Designa l'any 91 i el 91 aC
- És el codi telefònic internacional de l'Índia.